# تپه برم
تپه برم مربوط به دوران‌های تاریخی پس از اسلام است و در شهرستان الیگودرز، روستای برم واقع شده و این اثر در تاریخ ۵ آذر ۱۳۸۰ با شمارهٔ ثبت ۴۳۶۲ به‌عنوان یکی از آثار ملی ایران به ثبت رسیده است.